# Foce (Francia)
Foce (in corso Foce) è un comune francese di 154 abitanti situato nel dipartimento della Corsica del Sud nella regione della Corsica.

## Società

### Evoluzione demografica
Abitanti censiti